# Grangärde
Grangärde is een plaats in de gemeente Ludvika in het landschap Dalarna en de provincie Dalarnas län in Zweden. De plaats heeft 346 inwoners (2005) en een oppervlakte van 68 hectare.

## Verkeer en vervoer
Bij de plaats lopen de Riksväg 66 en Länsväg 245.

## Geboren
- Dan Andersson (6 april 1888 - 19 september 1920), dichter en schrijver